# Polskie Towarzystwo Prawa Wyznaniowego
Polskie Towarzystwo Prawa Wyznaniowego – zarejestrowane w Rzeczypospolitej Polskiej stowarzyszenie naukowe. Jego celem jest „popieranie rozwoju nauki prawa wyznaniowego, popularyzacja osiągnięć nauki prawa wyznaniowego oraz integracja środowiska specjalistów z zakresu prawa wyznaniowego” (§ 7 Statutu). Zgodnie z postanowieniami statutowymi Towarzystwo „nie identyfikuje się z żadnym systemem światopoglądowym, filozoficznym, religijnym i politycznym, uznając prawo jego członków do wyrażania poglądów w tych sprawach wyłącznie we własnym imieniu.” (§ 3). Wśród członków PTPW znajdują się przedstawiciele niemal wszystkich ośrodków naukowych zajmujących się w Polsce prawem wyznaniowym. Siedzibą Towarzystwa jest Lublin.

## Geneza
PTPW powstało w nurcie działań zmierzających do stworzenia wspólnego forum dyskusji naukowej i do większej integracji kręgu specjalistów prawa wyznaniowego, związanych z odbywającymi się corocznie od 2003 Zjazdami Katedr i Wykładowców Prawa Wyznaniowego, zainicjowanymi m.in. przez prof. dr hab. Artura Mezglewskiego (KUL).
Zebranie Założycielskie PTPW odbyło się w dniach 21-22 czerwca 2008 w Lublinie. Na zaproszenie prof. zw. dr hab. Henryka Misztala (KUL) i prof. zw. dr. hab. Michała Pietrzaka (UW), wieloletnich kierowników dwóch pierwszych Katedr Prawa Wyznaniowego w Polsce (na Uniwersytecie Warszawskim i na Katolickim Uniwersytecie Lubelskim) 20 osób zajmujących się naukowo prawem wyznaniowym podjęło uchwałę o utworzeniu Towarzystwa, przyjęło jego Statut i dokonało wyboru władz PTPW. Sądowa rejestracja Towarzystwa nastąpiła 19 sierpnia 2008 r. We wrześniu 2016 Towarzystwo liczyło 101 członków reprezentujących niemal wszystkie ośrodki akademickie w Polsce prowadzące dydaktykę i badania naukowe w zakresie prawa wyznaniowego.

## Władze PTPW w kadencji 2016-2020
- prezes: prof. ndzw. dr hab. Paweł Sobczyk
- wiceprezesi: prof. zw. dr hab. Artur Mezglewski, prof. ndzw. dr hab. Piotr Stanisz, prof. ndzw. dr hab. Dariusz Walencik
- sekretarz: dr Marta Ordon
- skarbnik: dr Justyna Krzywkowska
- członkowie: dr hab. Wojciech Brzozowski, dr Maciej Mikuła, dr hab. Anna Tunia, prof. zw. dr hab. Tadeusz Jacek Zieliński[2]

## Działalność
Bieżącą działalnością Towarzystwa kieruje Zarząd. W skład Zarządu I kadencji wchodzili: prezes – dr hab. prof. Tadeusz J. Zieliński; wiceprezesi – dr hab. prof. Artur Mezglewski, dr hab. prof. Ryszard Mojak, dr hab. prof. Piotr Stanisz; sekretarz – dr Marta Ordon; skarbnik – dr Paweł Środa; członkowie: dr Paweł Borecki, dr Andrzej Czohara, dr hab. prof. Dariusz Walencik i dr hab. Zdzisław Zarzycki. Zarząd II kadencji wybrany na lata 2012-2016 posiadał skład następujący: prezes – prof. dr hab. Tadeusz J. Zieliński; wiceprezesi – prof. dr hab. Artur Mezglewski, dr hab. prof. Piotr Stanisz, dr hab. prof. Dariusz Walencik; sekretarz – dr Marta Ordon; skarbnik – dr Paweł Środa; członkowie: dr hab. prof. Paweł Sobczyk, dr hab. prof. Jarosław Szymanek, dr Anna Tunia.
27 września 2008 Zarząd PTPW podjął uchwałę o utworzeniu czasopisma naukowego Przegląd Prawa Wyznaniowego. Powołana została Rada Naukowa periodyku w składzie: Wojciech Góralski, Krzysztof Krasowski, Józef Krukowski, Ryszard M. Małajny, Henryk Misztal, Janusz Osuchowski, Michał Pietrzak, Ryszard Sztychmiler, Wacław Uruszczak, Wiktor Wysoczański. Redaktorami naczelnymi periodyku byli: w latach 2008-2009 dr. hab. prof. Piotr Stanisz, 2009-2012 dr hab. prof. Dariusz Walencik. Od roku 2012 jest nim dr hab. prof. Jan Krajczyński. W maju 2009 ukazał się tom 1 Przeglądu Prawa Wyznaniowego, w łącznej objętości 384 strony, zawierający artykuły naukowe, przegląd prawodawstwa i orzecznictwa, recenzje, sprawozdania, kronikę Polskiego Towarzystwa Prawa Wyznaniowego oraz zestawienia bibliograficzne. W latach 2010–2017 ukazały się tomy 2-9.
W grudniu 2013 zwieńczono sukcesem inicjatywę zgłoszoną podczas zjazdu założycielskiego Towarzystwa: opracowanie dzieła encyklopedycznego obejmującego całokształt wiedzy z zakresu polskiego prawa wyznaniowego. Jej owocem jest Leksykon prawa wyznaniowego. 100 podstawowych pojęć wydany pod redakcją Artura Mezglewskiego w oficynie C.H. Beck.
15 maja 2014 podczas inauguracji XI Ogólnopolskiego Sympozjum Prawa Wyznaniowego w Lublinie ogłoszono nadanie przez Prezydenta RP na wniosek Ministra Administracji i Cyfryzacji działaczom PTPW orderu i odznaczeń za zasługi na rzecz rozwoju nauki prawa wyznaniowego. Odznaczeni zostali: Krzyżem Kawalerskim Orderu Odrodzenia Polski prof. Ryszard M. Małajny, Złotym Krzyżem Zasługi prof. Artur Mezglewski, Srebrnym Krzyżem Zasługi: ks. dr hab. prof. Piotr Stanisz, ks. dr hab. prof. Dariusz Walencik, dr hab. prof. Tadeusz Jacek Zieliński, Brązowym Krzyżem Zasługi dr Paweł Borecki i dr Marta Ordon.

## Ogólnopolskie Sympozja Prawa Wyznaniowego
Pod egidą Towarzystwa odbywają się coroczne Ogólnopolskie Sympozja Prawa Wyznaniowego (OSPW) połączone ze zjazdami katedr, zakładów i wykładowców prawa wyznaniowego. Dotąd zorganizowano:
- I OSPW (Kazimierz Dolny, 14-16 stycznia 2003 r.) pt. Prawo wyznaniowe w systemie prawa polskiego; organizator: Katedra Prawa Wyznaniowego Wydziału Prawa, Prawa Kanonicznego i Administracji KUL; publikacja materiałów: Prawo wyznaniowe w systemie prawa polskiego, red. A. Mezglewski, Lublin 2004, ss. 389.
- II OSPW (Kazimierz Dolny, 26-28 października 2004 r.) pt. Prawo i polityka wyznaniowa w Polsce Ludowej; organizator: Katedra Prawa Wyznaniowego Wydziału Prawa, Prawa Kanonicznego i Administracji KUL; publikacja materiałów: Prawo i polityka wyznaniowa w Polsce Ludowej, red. A. Mezglewski, P. Stanisz, M. Ordon, Lublin 2005, ss. 388.
- III OSPW (Kazimierz Dolny, 16-18 maja 2006 r.) pt. Funkcje publiczne związków wyznaniowych; organizator: Katedra Prawa Wyznaniowego Wydziału Prawa, Prawa Kanonicznego i Administracji KUL; publikacja materiałów: Funkcje publiczne związków wyznaniowych, red. A. Mezglewski, Lublin 2007, ss. 479.
- IV OSPW (Białystok, 26-27 września 2007 r.) pt. X lat regulacji problematyki wyznaniowej w Konstytucji RP z 2 kwietnia 2007 r. Próba oceny; organizator: Wydział Prawa Uniwersytetu w Białymstoku; publikacja materiałów: Materiały z IV Ogólnopolskiego Sympozjum Prawa Wyznaniowego, Białystok, 26-27 września 2007 r., [w:] "Przegląd Prawa Wyznaniowego" 2013, t. 5, s. 63-193.
- V OSPW (Krasnobród, 13-15 maja 2008 r.) pt. Bilateralizm w stosunkach państwowo-kościelnych; organizator: Wydział Zamiejscowy Nauk Prawnych i Ekonomicznych KUL w Tomaszowie Lubelskim; publikacja materiałów: Bilateralizm w stosunkach państwowo-kościelnych, red. M. Bielecki, Lublin 2011, ss. 367.
- VI OSPW (Kamień Śląski, 19-21 maja 2009) pt. Od tymczasowości do stabilizacji. Zmiany w polskim prawie wyznaniowym na przestrzeni lat 1989-2009; organizator: Zakład Prawa Kanonicznego i Wyznaniowego Wydziału Prawa i Administracji Uniwersytetu Opolskiego i PTPW; publikacja materiałów: Prawo wyznaniowe w Polsce (1989-2009). Analizy – dyskusje – postulaty, red. D. Walencik, Katowice – Bielsko-Biała 2009, ss. 415.
- VII OSPW (Gniezno, 11-12 września 2010 r.) pt. Prawo państwowe a prawo wewnętrzne związków wyznaniowych, organizator: Katedra Historii Ustroju Państwa Wydziału Prawa i Administracji Uniwersytetu im. Adama Mickiewicza w Poznaniu; publikacja materiałów: Prawo państwowe a prawo wewnętrzne związków wyznaniowych, red. K. Krasowski, M. Materniak-Pawłowska, M. Stanulewicz, Poznań 2010, ss. 252.
- VIII OSPW (Konstancin-Jeziorna, 18-19 maja 2011 r.) pt. Finansowanie kościołów i innych związków wyznaniowych, organizator: Katedra Prawa Wyznaniowego i Konkordatowego Wydziału Prawa Kanonicznego oraz Katedra Prawa Wyznaniowego i Konkordatowego Wydziału Prawa i Administracji Uniwersytetu Kardynała Stefana Wyszyńskiego w Warszawie oraz PTPW; publikacja materiałów: Finansowanie Kościołów i innych związków wyznaniowych, red. P. Sobczyk, K. Warchałowski, Warszawa 2013, ss. 478.
- IX OSPW (Kraków, 17-20 maja 2012 r.) pt. Kościoły i inne związki wyznaniowe w służbie dobru wspólnemu; organizator: Zakład Prawa Kościelnego i Wyznaniowego Wydziału Prawa i Administracji Uniwersytetu Jagiellońskiego w Krakowie.
- X OSPW (Myczków k. Polańczyka, 23-25 maja 2013 r.) pt. Polityka wyznaniowa a prawo III Rzeczypospolitej; organizator: Zakład Teorii Prawa i Doktryn Polityczno-Prawnych Wydziału Prawa i Administracji Uniwersytetu Rzeszowskiego oraz PTPW; publikacja materiałów: Polityka wyznaniowa a prawo III Rzeczypospolitej, red. Michał Skwarzyński, Piotr Steczkowski, Wydawnictwo KUL, Lublin 2016.
- XI OSPW (Lublin, 15-16 maja 2014 r.) pt. Aktualne problemy wolności myśli, sumienia i wyznania; organizator: Katedra Prawa Wyznaniowego Wydziału Prawa, Prawa Kanonicznego i Administracji Katolickiego Uniwersytetu Lubelskiego Jana Pawła II oraz PTPW; publikacja materiałów: Aktualne problemy wolności myśli, sumienia i religii, red. Piotr Stanisz, Aneta M. Abramowicz, Michał Czelny, Marta Ordon, Michał Zawiślak, Lublin 2015.
- XII OSPW (Zabuże, 14-16 września 2015 r.) pt. Wolność sumienia i religii a bezpieczeństwo i porządek publiczny; organizator: Instytut Administracji, Samorządu i Prawa Uniwersytetu Przyrodniczo-Humanistycznego w Siedlcach oraz PTPW; publikacja materiałów: Wolność sumienia i religii a bezpieczeństwo i porządek publiczny, red. Jerzy Nikołajew, Paweł Sobczyk, Konrad Walczuk), Warszawa 2017.
- XIII OSPW (Pokrzywna, 17-19 maja 2016 r.) pt. Równouprawnienie kościołów i innych związków wyznaniowych połączone ze Zjazdem Katedr, Zakładów i Wykładowców Prawa Wyznaniowego; organizator: Zakład Prawa Konstytucyjnego i Wyznaniowego Wydziału Prawa i Administracji Uniwersytetu Opolskiego oraz PTPW[6].
- XIV OSPW (Zielona Góra i Kęszyca Leśna, 8-10 maja 2017 r.) pt. Prawo wyznaniowe formalne połączone ze Zjazdem Katedr i Wykładowców Prawa Wyznaniowego; organizator Wydział Prawa i Administracji Uniwersytetu Zielonogórskiego i PTPW[7].
- XV OSPW (Wrocław 7-9 maja 2018 r.) pt. Wpływ odzyskania przez Polskę niepodległości na status quo Kościołów i innych związków wyznaniowych (1918–1945–1989) połączone ze Zjazdem Katedr, Zakładów i Wykładowców Prawa Wyznaniowego; organizator Wydział Prawa, Administracji i Ekonomii Uniwersytetu Wrocławskiego i PTPW[8].
- XVI OSPW (Olsztyn i Tumiany, 6-8 maja 2019 r.) pt. 30-lecie ustaw wyznaniowych. Czy potrzebna jest reforma prawa wyznaniowego w Polsce? połączone ze Zjazdem Katedr, Zakładów i Wykładowców Prawa Wyznaniowego; organizator Wydział Prawa i Administracji Uniwersytetu Warmińsko-Mazurskiego i PTPW[9].

## Inne sympozja organizowane i współorganizowane przez PTPW
- 26-27 maja 2010 r. (Ulanów) – Konferencja naukowa pt. Przesłanki konieczne zawarcia małżeństwa. Próba systematyzacji zagadnienia w aspekcie wymogów formy religijnej; publikacja materiałów: Przesłanki konieczne zawarcia małżeństwa. Próba systematyzacji zagadnienia w aspekcie wymogów formy religijnej, red. Anna Tunia, Lublin 2011, ss. 248
- 7-9 marca 2012 r. (Sromowce Niżne) – Konferencja naukowa pt. Standardy świeckości władzy wykonawczej i sądowniczej; publikacja materiałów: Standardy bezstronności światopoglądowej władz publicznych, red. Artur Mezglewski, Anna Tunia, Lublin 2013, ss. 268
- 16 listopada 2012 r. (Warszawa) – Konferencja naukowa pt. Religia i etyka w edukacji publicznej; publikacja materiałów: Religia i etyka w edukacji publicznej, red. Józef Krukowski, Paweł Sobczyk, Michał Poniatowski, Wydawnictwo UKSW, Warszawa 2014, ss. 242
- 22-24 września 2013 r. (Sromowce Niżne nad Dunajcem) – Konferencja naukowa pt. Otoczenie prawne turystyki pielgrzymkowej; publikacja materiałów: Prawne aspekty turystyki pielgrzymkowej, red. Anna Tunia, Wydawnictwo KUL, Lublin 2014, ss. 304
- 2-4 marca 2015 r. (Popowo k. Serocka) – Sympozjum naukowe pt. Wolność sumienia i religii osób pozbawionych wolności. Aspekty prawne i praktyczne; publikacja materiałów: Wolność sumienia i religii osób pozbawionych wolności. Aspekty prawne i praktyczne, red. Jerzy Nikołajew, Konrad Walczuk, Warszawa 2016
- 9-10 kwietnia 2015 r. (Jastrzębia Góra) – Konferencja naukowa pt. Korelacje wolności religijnej indywidualnej i wspólnotowej
- 15-16 września 2016 r. (Dwikozy k. Sandomierza) – Konferencja naukowa pt. Kwestie majątkowe w prawie wyznaniowym
- 11-13 września 2017 r. Badin k. Bańskiej Bystrzycy (Słowacja) – Konferencja naukowa pt. Status osoby duchownej we współczesnym państwie[10]
- 15 marca 2018 r. Warszawa – Ogólnopolska konferencja naukowa pt. Prawo do prywatności w Kościołach i innych związkach wyznaniowych: od tajemnicy duszpasterskiej do ochrony danych osobowych (współorganizatorzy: Chrześcijańska Akademia Teologiczna w Warszawie i Polska Rada Ekumeniczna)[11]

## Publikacje Towarzystwa

### Czasopismo
- Przegląd Prawa Wyznaniowego, red. Piotr Stanisz i in., tom 1, Lublin 2009.
- Przegląd Prawa Wyznaniowego, red. Dariusz Walencik i in., tom 2, Lublin 2010.
- Przegląd Prawa Wyznaniowego, red. Dariusz Walencik i in., tom 3, Lublin 2011.
- Przegląd Prawa Wyznaniowego, red. Jan Krajczyński i in., tom 4, Lublin 2012.
- Przegląd Prawa Wyznaniowego, red. Jan Krajczyński i in., tom 5, Lublin 2013.
- Przegląd Prawa Wyznaniowego, red. Jan Krajczyński i in., tom 6, Lublin 2014.
- Przegląd Prawa Wyznaniowego, red. Jan Krajczyński i in., tom 7, Lublin 2015.
- Przegląd Prawa Wyznaniowego, red. Jan Krajczyński i in., tom 8, Lublin 2016.
- Przegląd Prawa Wyznaniowego, red. Jan Krajczyński i in., tom 9, Lublin 2017.
- Przegląd Prawa Wyznaniowego, red. Jan Krajczyński i in., tom 10, Lublin 2018.
- Przegląd Prawa Wyznaniowego, red. Jan Krajczyński i in., tom 11, Lublin 2019.

### Publikacje zwarte – seria "Prace naukowe Polskiego Towarzystwa Prawa Wyznaniowego"
- Tom 1: Standardy bezstronności światopoglądowej władz publicznych, red. Artur Mezglewski, Anna Tunia, Lublin 2013
- Tom 2: Aktualne problemy wolności myśli, sumienia i religii, red. Piotr Stanisz, Aneta M. Abramowicz, Michał Czelny, Marta Ordon, Michał Zawiślak, Lublin 2015

## Wiodący działacze
- dr hab. Marek Bielecki, prof. KUL
- dr hab. Paweł Borecki
- dr hab. Wojciech Brzozowski
- dr Andrzej Czohara
- prof. dr hab. Wojciech Góralski
- dr hab. Józef Koredczuk, prof. UO
- dr hab. Jan Krajczyński, prof. UKSW
- prof. dr hab. Krzysztof Krasowski
- prof. dr hab. Józef Krukowski
- dr hab. Katarzyna Krzysztofek (UJ)
- dr hab. Paweł A. Leszczyński, prof. Akademii im. Jakuba z Paradyża w Gorzowie Wielkopolskim
- prof. dr hab. Ryszard M. Małajny
- prof. dr hab. Artur Mezglewski
- prof. dr hab. Henryk Misztal
- dr hab. Ryszard Mojak, prof. UMCS
- dr hab. Jerzy Nikołajew, prof. UO
- dr Marta Ordon (KUL)
- dr hab. Janusz Osuchowski, em. prof. UW
- prof. dr hab. Michał Pietrzak
- prof. dr hab. Bartosz Rakoczy
- dr hab. Paweł Sobczyk, prof. UO
- dr hab. Tadeusz Stanisławski (UZ)
- dr hab. Piotr Stanisz, prof. KUL
- dr hab. Maksymilian Stanulewicz, prof. UAM
- dr hab. Piotr Steczkowski, prof. UR
- prof. dr hab. Ryszard Sztychmiler
- dr hab. Jarosław Szymanek prof. UW
- dr hab. Andrzej Szymański, prof. UO
- dr hab. Anna Tunia, prof. KUL
- prof. dr hab. Wacław Uruszczak
- dr hab. Dariusz Walencik, prof. UO
- dr hab. Krzysztof Warchałowski, prof. UKSW
- prof. dr hab. Wiktor Wysoczański
- dr hab. Zdzisław Zarzycki
- prof. dr hab. Tadeusz J. Zieliński[12]